# Milan I da Sérvia
Milan I da Sérvia ou Milan Obrenović IV (em sérvio: Милан Обреновић; Mărășești, Principado da Moldávia, 22 de agosto de 1854 — Viena, 11 de fevereiro de 1901), foi príncipe da Sérvia de 1868 a 1882 e rei da Sérvia de 1882 a 1889. Pertencia à Casa de Obrenović e era filho de Miloš Obrenović (1829–1861) e da boiarda moldava Elena Maria Catargiu-Obrenović, conhecida na Sérvia como Marija Obrenović. O seu pai era sobrinho de Miloš Obrenović I da Sérvia.

## Primeiros anos
Milan Obrenović IV nasceu no exílio, em Mărășești, durante um período de reinado dos Karađorđević iniciado em 1842 com a deposição do primo de Milan, o príncipe Miguel Obrenović III. Os pais de Milan morreram alguns anos após seu nascimento, tendo sido adotado por seu primo, Miguel Obrenović III.
Após a expulsão dos Karađorđević, em 1858, Miguel Obrenović III retornou à Sérvia, tornando-se príncipe-regente em 1861, quando seu pai Miloš I morreu. Durante o reinado de Miguel, o jovem Milan foi educado no Liceu Luís o Grande, em Paris.
Em 1868, quando Milan tinha catorze anos de idade, o Príncipe Miguel III foi assassinado. Milan sucedeu Miguel III ao trono como príncipe-regente. Em 1872, foi declarada a maioridade de Milan, assumindo plenamente os poderes. Logo demonstrou grande aptidão e sabedoria como líder, como observou o contemporâneo Eugene Schuyler.
O príncipe-regente Milan IV equilibrou cuidadosamente as influências austríaca e russa sobre a Sérvia, aproximando-se do Império Áustro-Húngaro. No final da guerra russo-turca, em 1878, induziu a Porta a reconhecer sua independência no Tratado de Berlim.

## Rei Milan I
Em 1882, Milan foi proclamado Rei da Sérvia.
Agindo sob influência austríaca, Milan I dedicou-se a melhorias nos sistemas de comunicação e na exploração de recursos naturais locais. Contudo, o custo desses investimentos, somados à extravagância em que vivia sua Corte, levou ao aumento desproporcional dos impostos. Isso, aliado ao aumento do serviço militar obrigatório, levou a uma crescente impopularidade do Rei e da facção austríaca.
Os problemas políticos de Milan I aumentaram após a derrota dos sérvios na Guerra Sérvio-Búlgara, de 1885 a 1886. Em setembro de 1885, a união da Romélia Oriental à Bulgária gerou tumultos na Sérvia. Milan I prontamente declarou guerra ao novo estado búlgaro em 15 de novembro. Após uma curta campanha, em que os sérvios foram praticamente massacrados nas batalhas de  Slivnitsa and Pirot, Milan só não foi retirado do trono por uma intervenção direta áustro-húngara. Instalava-se uma verdadeira crise política.
Em 17 de outubro de 1875, Milan se casou com Natália Ketchko na Catedral de São Miguel em Belgrado. Natália a filha de dezesseis anos de Peter Ivanović Ketchko, um boiardo moldavo e coronel do exército russo, e da princesa Pulcheria Sturdza. O Casal teve dois filhos, Alexandre em 1876 e Sérgio em 1878 que faleceu poucos dias após seu nascimento, o casal não estava em harmonia: Milan era infiel, tendo sido o caso mais famoso com Jennie Jerome, esposa de Lorde Randolph Churchill e mãe de Winston Churchill. Em 1886, o casal se separa.
Natália se vai do reino, levando consigo o filho de dez anos, príncipe Alexandre. Enquanto ela residia em Wiesbaden, em 1888, o Rei Milan I conseguiu reaver o príncipe-herdeiro.
Em 3 de janeiro de 1889, Milan adotou uma nova constituição muito mais liberal que a de 1869. Dois meses depois, em 6 de março, Milan subitamente abdicou ao trono em favor de seu filho, em razões convincentes para tanto. A partir de então, Milan passou a viver em Paris.

## Pós-abdicação
Em fevereiro de 1891, um ministério radical foi formado. A rainha Natália retornou a Belgrado, e a influência russa passou a sobrepujar a austríaca. Temerosos duma revolução e eventual retorno de Milan I, o Governo expulsou a rainha e doou um milhão de francos ao ex-rei, sob a condição de que não retornasse durante a minoridade do filho.
Em março de 1892, Milan renunciou a todos seus direitos políticos e mesmo à nacionalidade sérvia. A situação mudou, contudo, quando o ora Alexandre I da Sérvia promoveu seu golpe de estado, tomando o governo para si, em abril de 1893. Em janeiro de 1894, ante a crescente tensão no cenário político, Milan subitamente reaparece em Belgrado, ao que foi calorosamente recebido pelo filho.
Em 29 de abril, um decreto real restitui Milan e Natália, que pareciam reatar o relacionamento, como membros da família real. Em 21 de maio, a constituição de 1869 foi restaurada, e Milan continuou a exercer grande influência em seu filho. A rainha, que morava principalmente em Biarritz, retornou a Belgrado em maio de 1895, após quatro anos de ausência, sendo recebida com grande entusiasmo pelos populares.
Em 1897, Milan foi indicado comandante-em-chefe do exército sérvio, tendo realizado um ótimo trabalho no melhoramento das tropas. As boas relações com o filho, no entanto, passaram a degenerar após o casamento real, em julho de 1900. Milan foi violentamente contra o matrimônio, chegando mesmo a pedir baixa de seu posto militar. Posteriormente, Alexandre bane o pai da Sérvia e se entrega ao exército russo. Milan se retira a Viena. Em 11 de fevereiro de 1901, Milan morre inesperadamente.